# EMNインターネット
EMNインターネットは、株式会社イーエムアイ（EMI Co., Ltd）が運営するインターネットサービスプロバイダの名称。インターネット接続サービスを全国展開している。独立系。NTT西日本コラボレーション事業者。。

## 沿革
- 2009年（平成21年）10月 - 株式会社イーエムアイ設立。
- 2013年（平成25年）02月 - 大阪支店を開設。
- 2013年（平成25年）12月 - インターネット接続サービス（EMNインターネット）を開始。